# Schoenomyza albomedia
Schoenomyza albomedia är en tvåvingeart som beskrevs av Malloch 1934. Schoenomyza albomedia ingår i släktet Schoenomyza och familjen husflugor. Inga underarter finns listade i Catalogue of Life.